# Campionato polacco di football americano
Il campionato di football americano polacco è una competizione che riunisce l'élite dei club polacchi di football americano dal 2006. L'organizzatore del campionato e delle squadre nazionali è la Polski Związek Futbolu Amerykańskiego (PZFA).
Questa competizione si disputa con una fase con girone all'italiana, seguita dai play-off con una finale soprannominata Superfinal (Polish Bowl fino al 2010).
Il campionato è suddiviso in 3 livelli a 11 giocatori (Topliga, PLFA I e PLFA II; fino al 2011 i livelli erano 2 e il massimo livello era la PLFA I) e da un quarto livello a 8 giocatori (PLFA 8, creato nel 2011); dal 2012 esiste poi un campionato giovanile (PLFA J).
Alla fine del 2017 c'è stata una scissione nel football americano polacco che ha portato 20 club a lasciare la PLFA per fondare una nuova lega, la Liga Futbolu Amerykańskiego (LFA).

## Squadre della stagione 2019

### PLFA
| Topliga - Bydgoszcz Archers - Monarchs Ząbki - Kraków Tigers |  | PLFA 8 - Kaliningrad Amber Hawks - Monarchs Ząbki B - Warriors Lubin - Bielawa Snakes - Żagań Shadows |

### LFA
| LFA1 - Lowlanders Białystok - Panthers Wrocław - Seahawks Gdynia - Tychy Falcons - Warsaw Mets - Olsztyn Lakers - Rhinos Wyszków - Kraków Kings - Wilki Łódzkie - Armia Poznań - Towers Opole - Wataha Zielona Góra |  | LFA2 - Angels Toruń - Białe Lwy Gdańsk - Jaguars Kąty Wrocławskie - Miners Wałbrzych - Armada Szczecin - Hammers Łaziska Górne - Tytani Lublin - Rzeszów Rockets - Przemyśl Bears - Silesia Rebels | LFA9 - Barbarians Koszalin - Bielawa Owls - Bydgoszcz Archers - Grizzlies Gorzów Wielkopolski - Kraków Kings B - Mustangs Płock - Renegades Świdnica - Święci Częstochowa - Tychy Falcons B - Warsaw Mets B |  | Altre - Aviators Mielec - Gliwice Lions - Rybnik Thunders - Silvers Olkusz |

### Altre squadre
- Jokers Kielce
- Old Boys Warszawa[12]
- Pretorians Skoczów
- Scyzory Kielce
- Stal Gorzów Wielkopolski (2014-2016)
- Torpedy Łódź
- Wrocław Outlaws
- Griffons Słupsk
- Korsarze Koszalin
- Raptors Racibórz
- Ułani Barlinek
- Wolverines Opole
- Wizards Opole
- Husaria Szczecin
- Cougars Szczecin
- Warsaw Sharks
- Warsaw Eagles

## Finali

### Primo livello
| Data               | Luogo                                           | SuperFinał/Polish Bowl | Vincitore            | Punteggio   | Finalista            |
| ------------------ | ----------------------------------------------- | ---------------------- | -------------------- | ----------- | -------------------- |
| 2006 (12 novembre) | Stadio Marymont, Varsavia                       | Polish Bowl I          | Warsaw Eagles        | 34-6        | Pomorze Seahawks     |
| 2007 (14 ottobre)  | Stadio Marymont, Varsavia                       | Polish Bowl II         | The Crew Wrocław     | 18-0        | Silesia Miners       |
| 2008 (18 ottobre)  | Stadion Olimpijski, Breslavia                   | Polish Bowl III        | Warsaw Eagles        | 26-14       | Pomorze Seahawks     |
| 2009 (17 ottobre)  | Stadio Marymont, Varsavia                       | Polish Bowl IV         | Silesia Miners       | 18-7        | The Crew Wrocław     |
| 2010 (24 luglio)   | Niskie Łąki Stadium, Breslavia                  | Polish Bowl V          | Devils Wrocław       | 26-21       | The Crew Wrocław     |
| 2011 (17 luglio)   | Bielawianka Stadium, Bielawa                    | SuperFinał VI          | The Crew Wrocław     | 27-26       | Devils Wrocław       |
| 2012 (15 luglio)   | Stadio Nazionale, Varsavia                      | SuperFinał VII         | Seahawks Gdynia      | 52-37       | Warsaw Eagles        |
| 2013 (14 luglio)   | Stadio Nazionale, Varsavia                      | SuperFinał VIII        | Giants Wrocław       | 29-13       | Warsaw Eagles        |
| 2014 (2 agosto)    | Stadio Nazionale, Varsavia                      | SuperFinał IX          | Seahawks Gdynia      | 41-31       | Panthers Wrocław     |
| 2015 (11 luglio)   | Stadion Miejski, Breslavia                      | SuperFinał X           | Seahawks Gdynia      | 28-21       | Panthers Wrocław     |
| 2016 (16 luglio)   | Stadion Miejski, Białystok                      | SuperFinał XI          | Panthers Wrocław     | 56-13       | Seahawks Gdynia      |
| 2017 (25 giugno)   | Stadion im. Ludwika Sobolewskiego, Łódź         | SuperFinał XII         | Panthers Wrocław     | 55-21       | Seahawks Gdynia      |
| 2018               | Dolcan Arena, Ząbki (21 luglio, Topliga)        | SuperFinał XIII        | Warsaw Eagles        | 33-12       | Kozły Poznań         |
| 2018               | Stadion Olimpijski, Breslavia (21 luglio, LFA1) | LFA Polish Bowl XIII   | Lowlanders Białystok | 14-13       | Panthers Wrocław     |
| 2019               | Dolcan Arena, Ząbki (20 luglio, Topliga)        | SuperFinał XIV         | Warsaw Eagles        | 20-0 d.g.s. | Bydgoszcz Archers    |
| 2019               | Stadion Olimpijski, Breslavia (29 luglio, LFA1) | LFA Polish Bowl XIV    | Panthers Wrocław     | 28-14       | Lowlanders Białystok |
| 2020 (14 novembre) | Stadion Olimpijski, Breslavia                   | Polish Bowl XV         | Panthers Wrocław     | 48-12       | Lowlanders Białystok |
| 2021 (17 luglio)   | Dozbud Arena, Ząbki                             | Polish Bowl XVI        | Bydgoszcz Archers    | 27-7        | Tychy Falcons        |
| 2022 (23 luglio)   | Dozbud Arena, Ząbki                             | Polish Bowl XVII       |                      |             |                      |

### Secondo livello
| Data                | Luogo                                   | PLFA Bowl              | Vincitore              | Punteggio              | Finalista              |
| ------------------- | --------------------------------------- | ---------------------- | ---------------------- | ---------------------- | ---------------------- |
| 2008 (19 ottobre)   | Białystok                               | I                      | Lowlanders Białystok   | 20-0                   | Torpedy Łódź           |
| 2009 (25 ottobre)   | Cracovia                                | II                     | Zagłębie Steelers      | 27-20                  | Kraków Tigers          |
| 2010 (25 settembre) | Bielawianka Stadium, Bielawa            | III                    | Bielawa Owls           | 27-12                  | Lowlanders Białystok   |
| 2011 (18 settembre) | Bemowski Ośrodek Piłki Nożnej, Varsavia | IV                     | Warsaw Spartans        | 11-8                   | Mustangs Płock         |
| 2012 (4 agosto)     | Varsavia                                | V                      | Warsaw Spartans        | 7-6                    | Lowlanders Białystok   |
| 2013 (20 luglio)    | Białystok                               | VI                     | Husaria Szczecin       | 20-19                  | Lowlanders Białystok   |
| 2014 (9 agosto)     | MOSP Jagiellonia Białystok, Białystok   | VII                    | Husaria Szczecin       | 27-26                  | Lowlanders Białystok   |
| 2015 (18 luglio)    | Stadio Nazionale del Rugby, Gdynia      | VIII                   | Kraków Kings           | 36-26                  | Seahawks Sopot         |
| 2016 (23 luglio)    | Tychy                                   | IX                     | Tychy Falcons          | 54-21                  | Wrocław Outlaws        |
| 2017 (17 giugno)    | Stadion WKS Wawel, Cracovia             | X                      | Warsaw Sharks          | 26-14                  | Kraków Kings           |
| 2018 (4 agosto)     |                                         | I Finał LFA2           | Towers Opole           | 43-20                  | Wataha Zielona Góra    |
| 2019 (28 settembre) |                                         | II Finał LFA2          | Armada Szczecin        | 27-0                   | Silesia Rebels         |
| 2020                | Stagione non disputata                  | Stagione non disputata | Stagione non disputata | Stagione non disputata | Stagione non disputata |
| 2021 (10 luglio)    | Stadion Golęcin, Poznań                 | I Finał PFL2           | Armia Poznań           | 29-20                  | Wilki Łódzkie          |

### Terzo livello
| Data              | Luogo                                   | Finale | Vincitore          | Punteggio | Finalista        |
| ----------------- | --------------------------------------- | ------ | ------------------ | --------- | ---------------- |
| 2012 (6 ottobre)  | Zespół Szkół nr 6, Lublino              | I      | Tychy Falcons      | 42-0      | Tytani Lublin    |
| 2013 (19 ottobre) | Bemowski Ośrodek Piłki Nożnej, Varsavia | II     | Królewscy Warszawa | 20-15     | Devils Wrocław B |
| 2014 (19 ottobre) | Boisko Piłkarskie Rapid, Katowice       | III    | Silesia Rebels     | 17-14     | Seahawks Sopot   |
| 2015 (24 ottobre) | Stadion Sztabowa, Breslavia             | IV     | Wrocław Outlaws    | 22-0      | Warsaw Dukes     |
| 2016 (29 ottobre) | Olsztyn                                 | V      | Panthers Wrocław B | 26-13     | Olsztyn Lakers   |
| 2017 (15 ottobre) | Stadion Olimpijski, Breslavia           | VI     | Panthers Wrocław B | 71-50     | Patrioci Poznań  |

### Football a 9 (LFA)
| Data                | Luogo                                       | Finale         | Vincitore       | Punteggio | Finalista        |
| ------------------- | ------------------------------------------- | -------------- | --------------- | --------- | ---------------- |
| 2018 (30 settembre) | Stadio di atletica leggera e rugby, Danzica | I Finał LFA9   | Kraków Kings B  | 24-8      | Białe Lwy Gdańsk |
| 2019 (26 ottobre)   | Boisko przy ul Bankowej, Bielawa            | II Finał LFA9  | Bielawa Owls    | 14-0      | Warsaw Mets B    |
| 2020 (8 novembre)   |                                             | III Finał LFA9 | Armada Szczecin | 24-21     | Armia Poznań     |

### Football a 9 (PFL)
| Data               | Luogo | Finale       | Vincitore    | Punteggio | Finalista       |
| ------------------ | ----- | ------------ | ------------ | --------- | --------------- |
| 2021 (13 novembre) |       | I Finał PFL9 | Bielawa Owls | 42-0      | Armada Szczecin |

### Football a 8 (PLFA)
| Data              | Luogo                                             | Finale | Vincitore           | Punteggio                   | Finalista                |
| ----------------- | ------------------------------------------------- | ------ | ------------------- | --------------------------- | ------------------------ |
| 2011 (8 ottobre)  | Bemowski Ośrodek Piłki Nożnej, Varsavia           | I      | Warsaw Eagles B     | 22-14                       | Devils Wrocław B         |
| 2012 (7 ottobre)  | KS Drukarz, Varsavia                              | II     | Seahawks Gdynia     | 20-16                       | Warsaw Eagles B          |
| 2013 (13 ottobre) | Przemyśl                                          | III    | Zagłębie Steelers B | 30-22                       | Przemyśl Bears           |
| 2014 (13 luglio)  | Stadion Miejski, Iława                            | IV     | Warsaw Eagles C     | 42-2                        | Stal Gorzów Wielkopolski |
| 2015 (17 ottobre) | Stadion im. Edwarda Jancarza, Gorzów Wielkopolski | V      | Old Boys Warszawa   | 14-12                       | Stal Gorzów Wielkopolski |
| 2016 (23 ottobre) | Stadion Wisły, Płock                              | VI     | Old Boys Warszawa   | 20-8                        | Mustangs Płock           |
| 2017 (22 ottobre) | Stadion Wisły, Danzica                            | VII    | Husaria Szczecin B  | torneo finale a tre squadre |                          |
| 2018 (27 ottobre) | Stadion Miejski im. Eugeniusza Połtyna, Bydgoszcz | VIII   | Husaria Szczecin B  | 7-3                         | Bydgoszcz Archers        |

### Giovanile a 11
| Data               | Luogo                         | Finale | Vincitore        | Punteggio | Finalista          |
| ------------------ | ----------------------------- | ------ | ---------------- | --------- | ------------------ |
| 2015 (25 ottobre)  | Stadion Sztabowa, Breslavia   | I      | Panthers Wrocław | 31-14     | Seahorses Mazowsze |
| 2016 (9 luglio)    | Poznań                        | II     | Panthers Wrocław | 29-0      | Patrioci Poznań    |
| 2017 (12 novembre) | Stadion Olimpijski, Breslavia | III    | Panthers Wrocław | 22-7      | Kozły Poznań       |

### Giovanile a 9
| Data               | Luogo | Finale        | Vincitore    | Punteggio | Finalista        |
| ------------------ | ----- | ------------- | ------------ | --------- | ---------------- |
| 2018 (11 novembre) |       | I Finał JLFA  | Bielawa Owls | 33-8      | Panthers Wrocław |
| 2019               |       | II Finał JLFA | TBD          |           | TBD              |

### Giovanile a 8
| Data                | Luogo                         | Finale | Vincitore        | Punteggio            | Finalista            |
| ------------------- | ----------------------------- | ------ | ---------------- | -------------------- | -------------------- |
| 2012                |                               |        | Warsaw Eagles    | Vincitori del girone | Vincitori del girone |
| 2013 (29 settembre) | KS Bielawianka, Bielawa       | I      | Bielawa Owls     | 24-0                 | Warsaw Eagles        |
| 2014 (12 ottobre)   | Stadion Olimpijski, Breslavia | II     | Panthers Wrocław | 30-6                 | Warsaw Eagles        |
| 2015 (21 giugno)    | Stadion POSIR Golęcin, Poznań | III    | Panthers Wrocław | 12-6                 | Bielawa Owls         |
| 2016 (5 novembre)   | KS Bielawianka, Bielawa       | IV     | Bielawa Owls     | 19-8                 | Warsaw Eagles        |
| 2017 (1º luglio)    | KS Bielawianka, Bielawa       | V      | Bielawa Owls     | 18-14                | Mustangs Płock       |
| 2018 (8 luglio)     |                               | VI     | Warsaw Eagles    | 22-0                 | Kozły Poznań         |

## Squadre per numero di campionati vinti
Le tabelle seguenti mostrano le squadre ordinate per numero di campionati vinti nelle diverse leghe.

### Primo livello

#### Titoli ufficiali
|   | Squadra           | Anni                   |
| - | ----------------- | ---------------------- |
| 4 | Warsaw Eagles     | 2006, 2008, 2018, 2019 |
| 3 | Panthers Wrocław  | 2016, 2017, 2020       |
| 3 | Seahawks Gdynia   | 2012, 2014, 2015       |
| 3 | Giants Wrocław    | 2007, 2011, 2013       |
| 1 | Bydgoszcz Archers | 2021                   |
| 1 | Devils Wrocław    | 2010                   |
| 1 | Silesia Rebels    | 2009                   |

#### Titoli non ufficiali
|   | Squadra              | Anni |
| - | -------------------- | ---- |
| 1 | Panthers Wrocław     | 2019 |
| 1 | Lowlanders Białystok | 2018 |

### Secondo livello

#### PLFA/PLF (titoli ufficiali)
|   | Squadra              | Anni             |
| - | -------------------- | ---------------- |
| 3 | Warsaw Sharks        | 2011, 2012, 2017 |
| 2 | Husaria Szczecin     | 2013, 2014       |
| 1 | Armia Poznań         | 2021             |
| 1 | Tychy Falcons        | 2016             |
| 1 | Kraków Kings         | 2015             |
| 1 | Bielawa Owls         | 2010             |
| 1 | Zagłębie Steelers    | 2009             |
| 1 | Lowlanders Białystok | 2008             |

#### LFA (titoli non ufficiali)
|   | Squadra         | Anni |
| - | --------------- | ---- |
| 1 | Armada Szczecin | 2019 |
| 1 | Towers Opole    | 2018 |

### Terzo livello (PLFA)
|   | Squadra          | Anni       |
| - | ---------------- | ---------- |
| 2 | Panthers Wrocław | 2016, 2017 |
| 1 | Wrocław Outlaws  | 2015       |
| 1 | Silesia Rebels   | 2014       |
| 1 | Warsaw Sharks    | 2013       |
| 1 | Tychy Falcons    | 2012       |

### Football a 9 (LFA e PLF; titoli ufficiali)
|   | Squadra         | Anni |
| - | --------------- | ---- |
| 1 | Bielawa Owls    | 2021 |
| 1 | Armada Szczecin | 2020 |

### Football a 9 (LFA; titoli non ufficiali)
|   | Squadra      | Anni |
| - | ------------ | ---- |
| 1 | Bielawa Owls | 2019 |
| 1 | Kraków Kings | 2018 |

### Football a 8 (PLFA)
|   | Squadra           | Anni                   |
| - | ----------------- | ---------------------- |
| 4 | Warsaw Eagles     | 2011, 2014, 2015, 2016 |
| 2 | Husaria Szczecin  | 2017, 2018             |
| 1 | Zagłębie Steelers | 2013                   |
| 1 | Seahawks Gdynia   | 2012                   |

### Giovanili a 11 (PLFA)
|   | Squadra          | Anni             |
| - | ---------------- | ---------------- |
| 3 | Panthers Wrocław | 2015, 2016, 2017 |

### Giovanili a 9 (LFA)
|   | Squadra      | Anni |
| - | ------------ | ---- |
| 1 | Bielawa Owls | 2018 |

### Giovanili a 8 (PLFA)
|   | Squadra          | Anni             |
| - | ---------------- | ---------------- |
| 3 | Bielawa Owls     | 2013, 2016, 2017 |
| 2 | Warsaw Eagles    | 2012, 2018       |
| 2 | Panthers Wrocław | 2014, 2015       |